# Merikokeb Berhanu
Merikokeb Berhanu (Addis Abeba, 1977) è un'artista etiope.

## Biografia
Si è laureata alla School of Fine Arts and Design dell'Università di Addis Abeba nel 2002. dove ha studiato disegno murale. Ha viaggiato ed esposto in varie mostre, personali e collettive, nel suo paese ed altri paesi africani (Uganda, Sudan e Gibuti), ed in Europa (Germania, Francia). Ha lavorato presso il Nubia Studio, centro culturale e studio artistico nel cuore di Addis Abeba, che aveva fondato insieme ad un gruppo di altri artisti. Attualmente vive e lavora nel Maryland, negli Stati Uniti.

### Simbolismo
Sebbene avesse vissuto e lavorato principalmente in ambienti urbani, Merikokeb spiega di trarre ispirazione dalla natura, di isolarsi dal mondo esterno per approfondire il proprio subconscio, di esprimere con forme e colori i sentimenti e le emozioni personali, tutto ciò che non può essere comunicato verbalmente. I suoi ripetuti riferimenti ai "mattoni della vita", le cellule umane o organiche, intende ricordare l'interconnessione della vita e i suoi ritmi universali, una celebrazione di forme portatrici di vita. Così come l'embrione, un altro simbolo ricorrente, rappresenta la nascita delle idee e delle opinioni delle persone e il nutrimento.
()
Spesso Merikokeb lascia le sue opere senza titolo, dando al pubblico la possibilità di interpretare personalmente il loro linguaggio simbolico.

### Influenze
L'arte di Berhanu è stata influenzata dall'élite degli artisti modernisti etiopi del ventesimo secolo. Oltre a loro, anche da artiste occidentali del ventesimo secolo come Georgia O'Keeffe e Hilma af Klint, con i loro dipinti che descrivendo i propri stati emotivi, traducevano in simboli astratti sentimenti e idee. Il modo di Merikokeb di rappresentare il suo mondo interiore ricorda in qualche modo il desiderio dei simbolisti europei di sfuggire alla realtà, di esprire i sogni e le visioni personali attraverso la composizione, le forme e i colori, ma con la sua impronta tipicamente africana.

## Opere (selezione)
- Cellular Universe[5]
- Untitled LIII (2021)[7]
- Untitled LIV (2021)
- Untitled LV (2021)
- Untitled LXX (2021)
- Untitled XLI (2019)
- Untitled III, Corporeal Contemplation Series, Circle Art Gallery (2017)[8]

## Mostre

### Personali
- Addis Calling: Vortic Edition, Addis Fine Art, London(2021)[9]
- Cellular Universe, Addis Fine Art, London(2020)[10]
- Beneath the Surface: The Mysteries of Living and Dying, Addis Fine Art Project Space in Londra (2019)[4]
- RedHill Art Gallery
- Addis Fine Art Gallery (2016)
- Nairobi (2015)
- Ethiopian National Museum (2011)

### Collettive
- 1.54 African Art Fair, Londra (2019, 2016, 2015)
- Art of Ethiopia, Sheraton Addis in Addis Abeba (2010, 2011, 2012, 2013)
- Art Lab Africa, Cape Town Art Fair a Cape Town (2017, 2015)
- My Self Portrait, Asni Gallery in Addis Abeba (2011)
- Ashara, Laphto Gallery ad Addis Ababa (2013)
- Biennale Arte, Venezia, (2022)[11]